# Taizé (Saône-et-Loire)
Pour les articles homonymes, voir Taizé.
Taizé est une commune française située dans le département de Saône-et-Loire, en région Bourgogne-Franche-Comté.
Depuis 1940 et l'arrivée de frère Roger à Taizé, l'histoire du village est très liée à celle de la communauté de Taizé.

## Géographie

### Localisation
Taizé est à 9 km au nord de Cluny et à 26 km au nord-ouest de Mâcon.
La seule pièce de bois sur la commune est la partie sud du bois des Pendaines, environ 2,5 ha d'arbres sur la pente abrupte du coteau est de l'éperon sur lequel Taizé est bâtie.

### Hydrographie

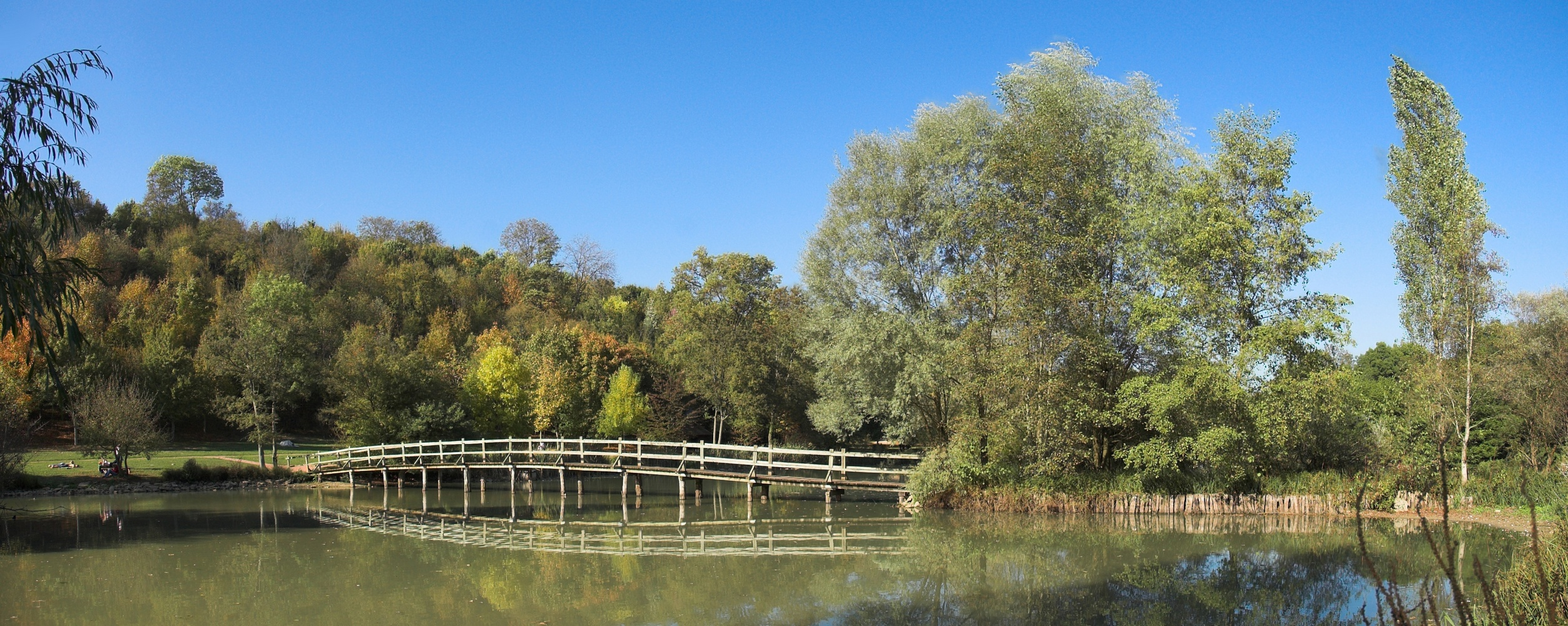
Les étangs au pied du coteau.

La rivière la Grosne passe par la commune de Taizé, servant de limite entre la commune et celle de Massilly sur 500 m puis celle de Bray sur 4 km.
Le Nolainge, petit affluent de la Grosne, traverse la commune d'ouest en est et passe au sud du bourg avant de la rejoindre en rive gauche.

### Voies de communication et transports
La D 981 coupe la commune en direction nord-sud, passant dans l'est du bourg de Taizé.

### Climat
Pour des articles plus généraux, voir Climat de la Bourgogne-Franche-Comté et Climat de Saône-et-Loire.
En 2010, le climat de la commune est de type climat océanique dégradé des plaines du Centre et du Nord, selon une étude du Centre national de la recherche scientifique s'appuyant sur une série de données couvrant la période 1971-2000. En 2020, Météo-France publie une typologie des climats de la France métropolitaine dans laquelle la commune est dans une zone de transition entre le climat océanique altéré et le climat océanique altéré et est dans la région climatique Bourgogne, vallée de la Saône, caractérisée par un bon ensoleillement (1 900 h/an), un été chaud (18,5 °C), un air sec au printemps et en été et des vents faibles.
Pour la période 1971-2000, la température annuelle moyenne est de 11,2 °C, avec une amplitude thermique annuelle de 17,5 °C. Le cumul annuel moyen de précipitations est de 989 mm, avec 10,8 jours de précipitations en janvier et 7,7 jours en juillet. Pour la période 1991-2020, la température moyenne annuelle observée sur la station météorologique de Météo-France la plus proche, « Jalogny_sapc », sur la commune de Jalogny à 11 km à vol d'oiseau, est de 11,2 °C et le cumul annuel moyen de précipitations est de 873,4 mm. 
La température maximale relevée sur cette station est de 39,6 °C, atteinte le 12 août 2003 ; la température minimale est de −21,6 °C, atteinte le 17 janvier 1985,,.
Les paramètres climatiques de la commune ont été estimés pour le milieu du siècle (2041-2070) selon différents scénarios d'émission de gaz à effet de serre à partir des nouvelles projections climatiques de référence DRIAS-2020. Ils sont consultables sur un site dédié publié par Météo-France en novembre 2022.

## Urbanisme

### Typologie
Au 1er janvier 2024, Taizé est catégorisée commune rurale à habitat dispersé, selon la nouvelle grille communale de densité à sept niveaux définie par l'Insee en 2022.
Elle est située hors unité urbaine et hors attraction des villes,.

### Occupation des sols
L'occupation des sols de la commune, telle qu'elle ressort de la base de données européenne d’occupation biophysique des sols Corine Land Cover (CLC), est marquée par l'importance des territoires agricoles (100 % en 2018), une proportion identique à celle de 1990 (100 %). La répartition détaillée en 2018 est la suivante : terres arables (54,7 %), prairies (33 %), zones agricoles hétérogènes (12,2 %). L'évolution de l’occupation des sols de la commune et de ses infrastructures peut être observée sur les différentes représentations cartographiques du territoire : la carte de Cassini (XVIIIe siècle), la carte d'état-major (1820-1866) et les cartes ou photos aériennes de l'IGN pour la période actuelle (1950 à aujourd'hui).

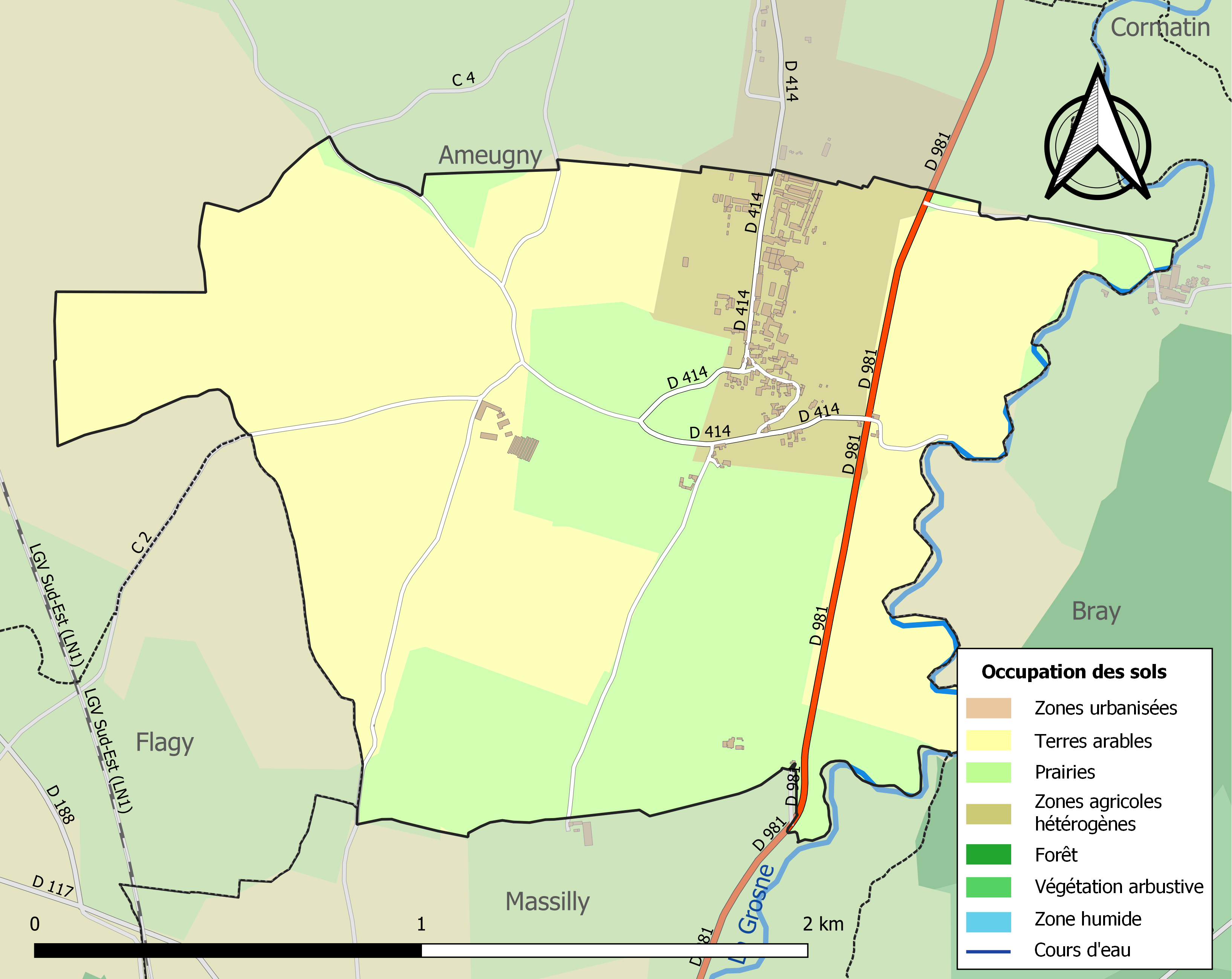
Carte des infrastructures et de l'occupation des sols de la commune en 2018 (CLC).

## Toponymie
Taizé apparaît au XVIe siècle sous la forme Taisiacus. Selon Albert Dauzat et Charles Rostaing, il s'agit du dérivé d'un nom d'homme latin Tatius, avec le suffixe -acum : « le domaine de Tatius ». D'autres toponymes proviennent du même étymon, comme Taizé dans les Deux-Sèvres et Taizy dans les Ardennes.

## Politique et administration

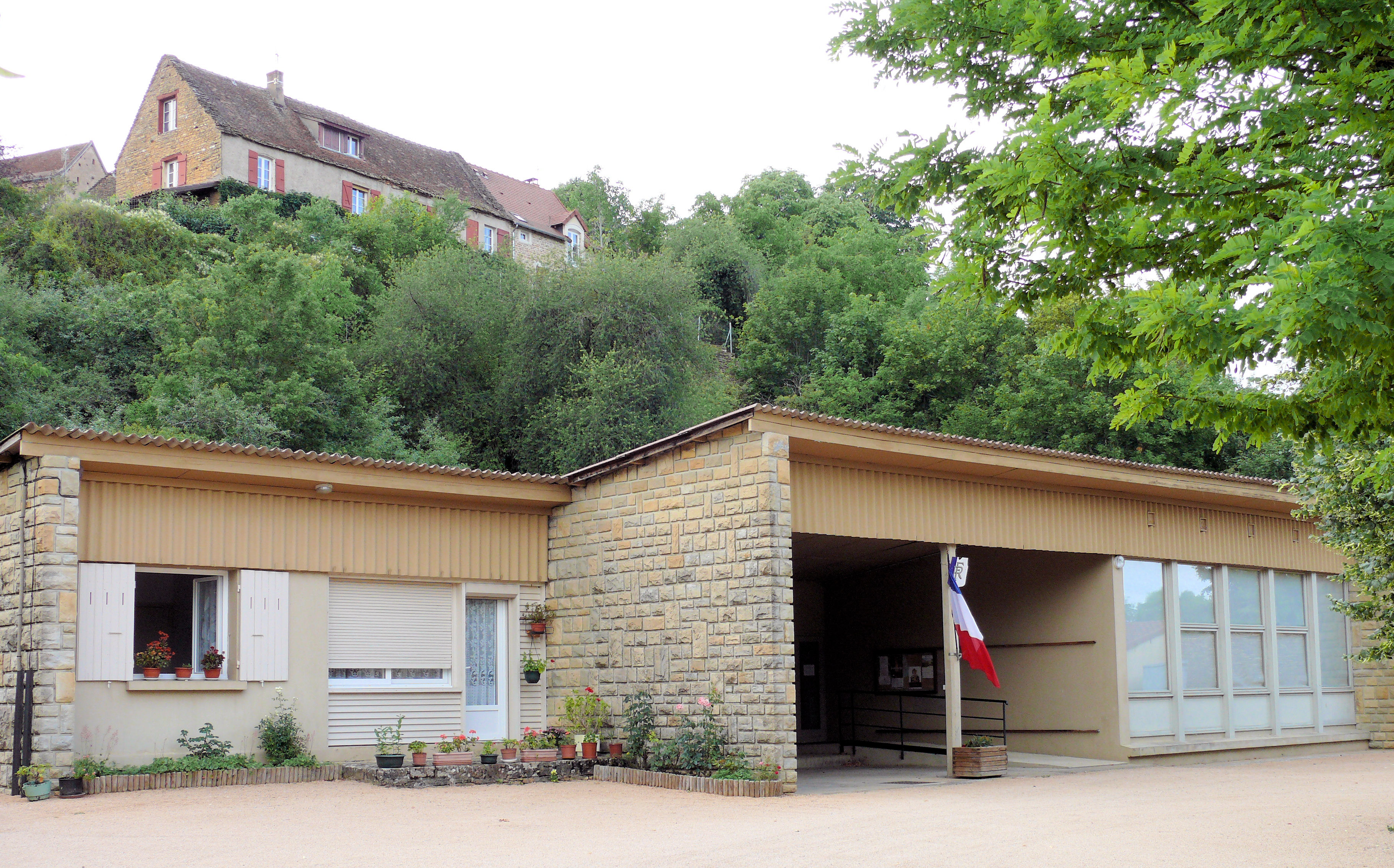
La mairie au pied du coteau.

| Période                                  | Période   | Identité         | Étiquette | Qualité |
| ---------------------------------------- | --------- | ---------------- | --------- | ------- |
| Les données manquantes sont à compléter. |           |                  |           |         |
| mars 1983                                | mars 2008 | Jean Dorin       |           |         |
| mars 2008                                | mai 2020  | Georges Bouillin | PS        |         |
| mai 2020                                 | En cours  | Kiki Bouillin    |           |         |

## Population et société

### Démographie
L'évolution du nombre d'habitants est connue à travers les recensements de la population effectués dans la commune depuis 1793. Pour les communes de moins de 10 000 habitants, une enquête de recensement portant sur toute la population est réalisée tous les cinq ans, les populations de référence des années intermédiaires étant quant à elles estimées par interpolation ou extrapolation. Pour la commune, le premier recensement exhaustif entrant dans le cadre du nouveau dispositif a été réalisé en 2004.

En 2022, la commune comptait 196 habitants, en évolution de +15,29 % par rapport à 2016 (Saône-et-Loire : −1,06 %, France hors Mayotte : +2,11 %).
| 1793 | 1800 | 1806 | 1821 | 1831 | 1836 | 1841 | 1846 | 1851 |
| ---- | ---- | ---- | ---- | ---- | ---- | ---- | ---- | ---- |
| 180  | 203  | 180  | 201  | 203  | 162  | 175  | 187  | 199  |

| 1856 | 1861 | 1866 | 1872 | 1876 | 1881 | 1886 | 1891 | 1896 |
| ---- | ---- | ---- | ---- | ---- | ---- | ---- | ---- | ---- |
| 164  | 168  | 166  | 168  | 192  | 176  | 167  | 150  | 134  |

| 1901 | 1906 | 1911 | 1921 | 1926 | 1931 | 1936 | 1946 | 1954 |
| ---- | ---- | ---- | ---- | ---- | ---- | ---- | ---- | ---- |
| 126  | 122  | 103  | 123  | 120  | 87   | 73   | 81   | 95   |

| 1962 | 1968 | 1975 | 1982 | 1990 | 1999 | 2004 | 2006 | 2009 |
| ---- | ---- | ---- | ---- | ---- | ---- | ---- | ---- | ---- |
| 127  | 128  | 144  | 140  | 118  | 161  | 185  | 181  | 175  |

| 2014 | 2019 | 2022 | - | - | - | - | - | - |
| ---- | ---- | ---- | - | - | - | - | - | - |
| 174  | 194  | 196  | - | - | - | - | - | - |

### Cultes
Taizé relève du diocèse d'Autun pour ce qui concerne le culte catholique. La commune relève plus précisément de la paroisse Saint-Augustin en Nord-Clunisois, qui a son siège à Ameugny.

## Culture locale et patrimoine

### Lieux et monuments

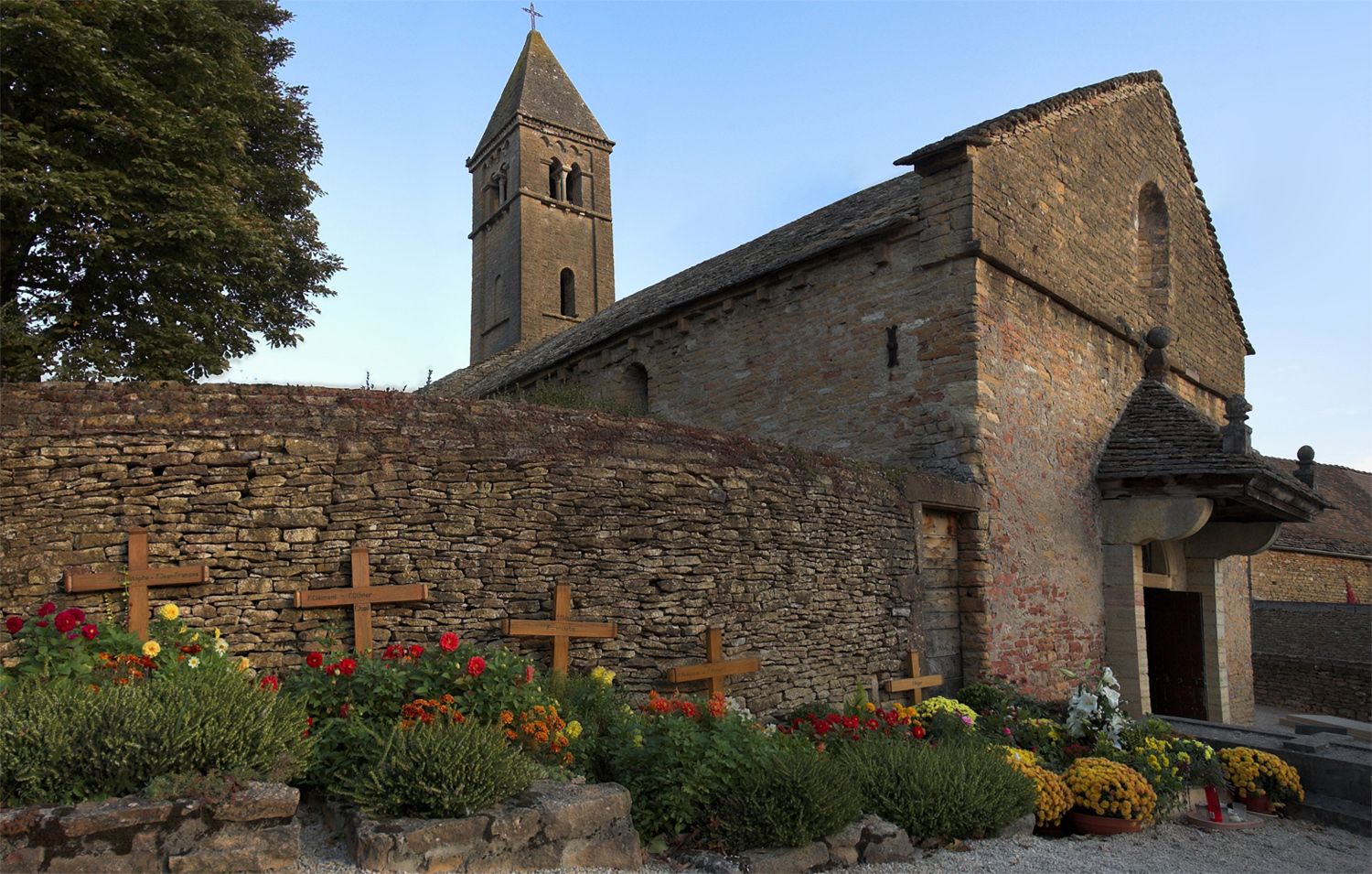
Église Sainte-Marie-Madeleine.
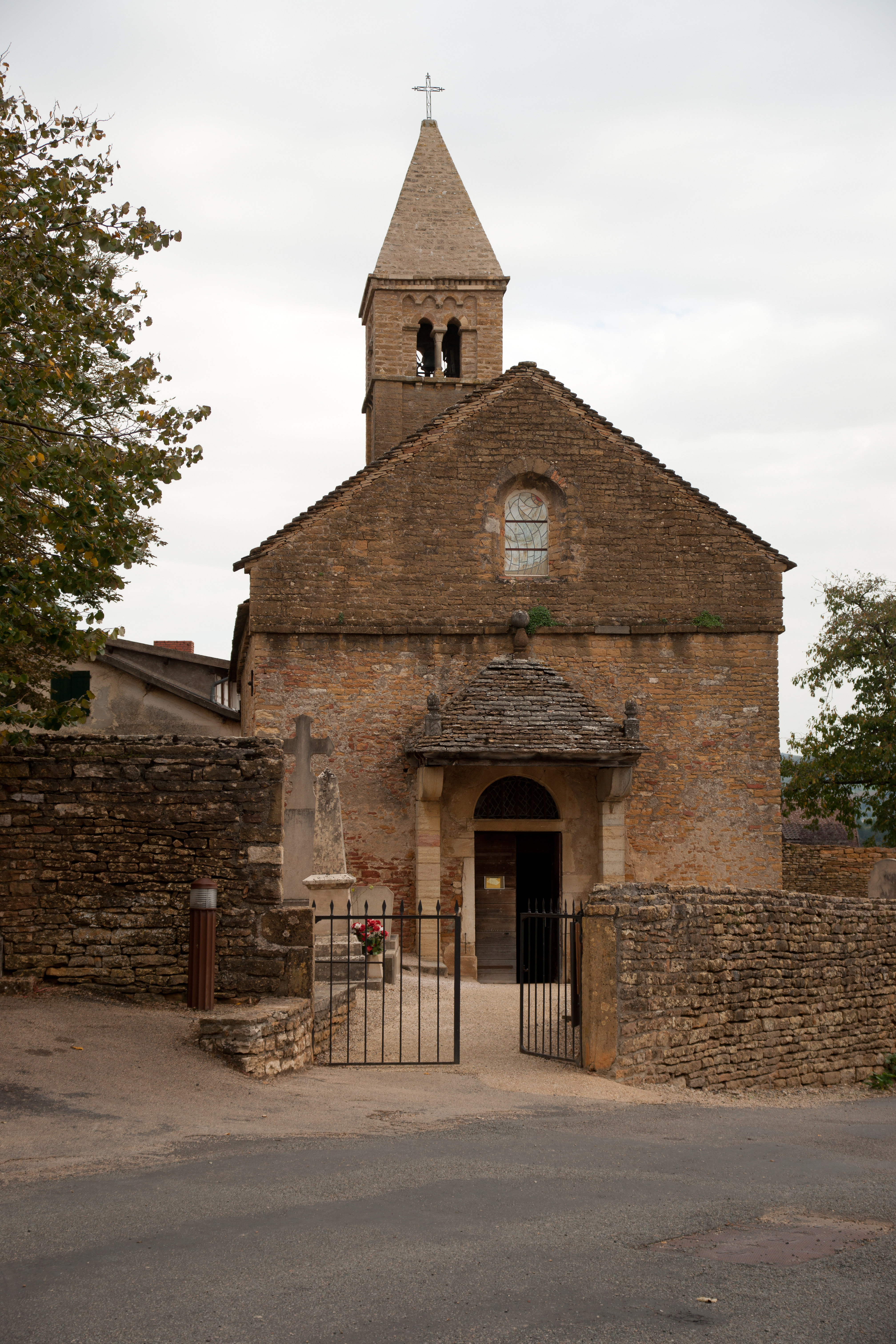
Église Sainte-Marie-Madeleine porche.
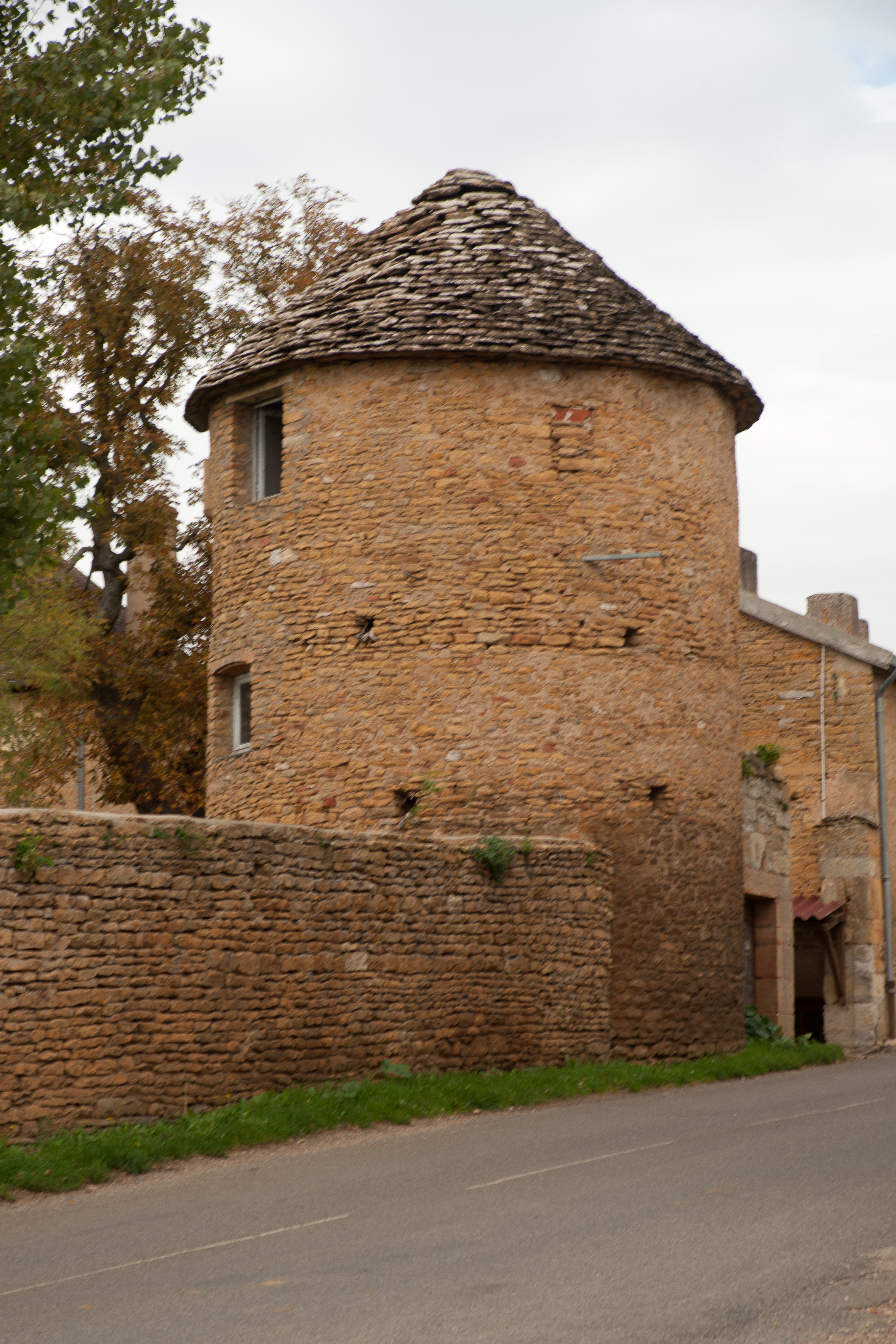
Tour du Moyen Âge.
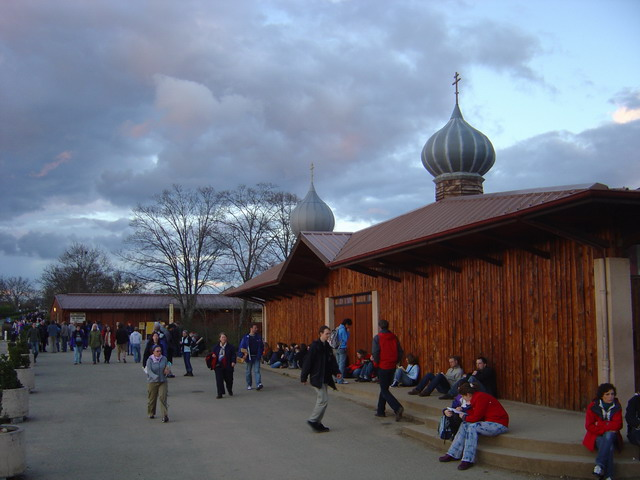
Église de la Réconciliation.
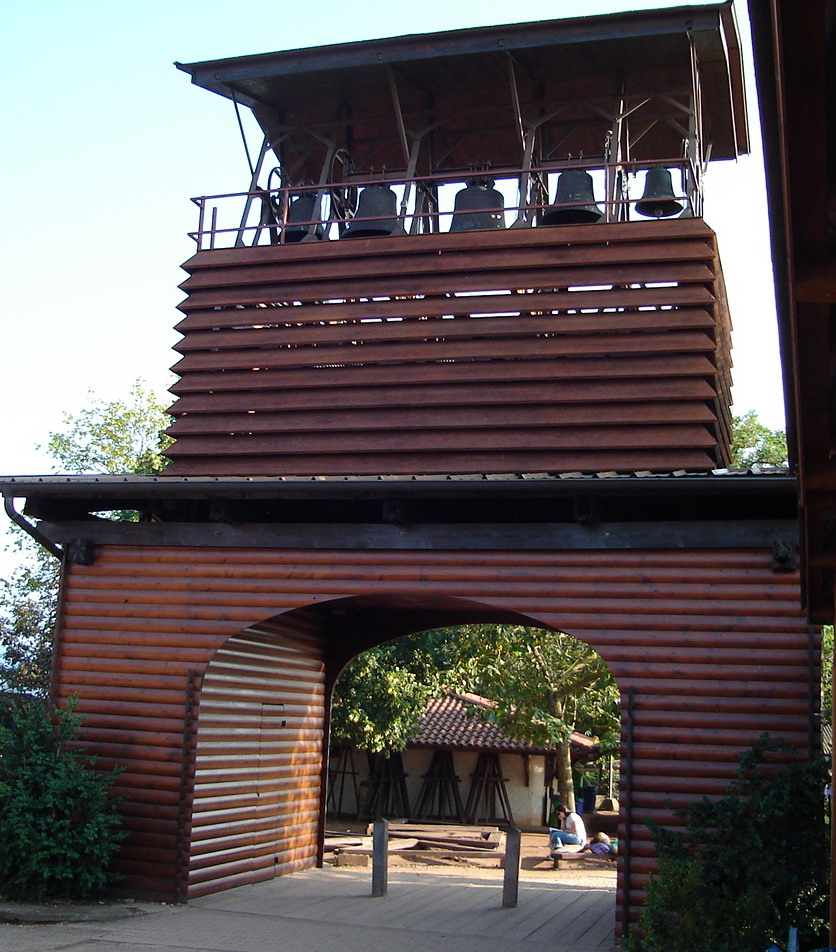
Carillon, entrée de la communauté religieuse.
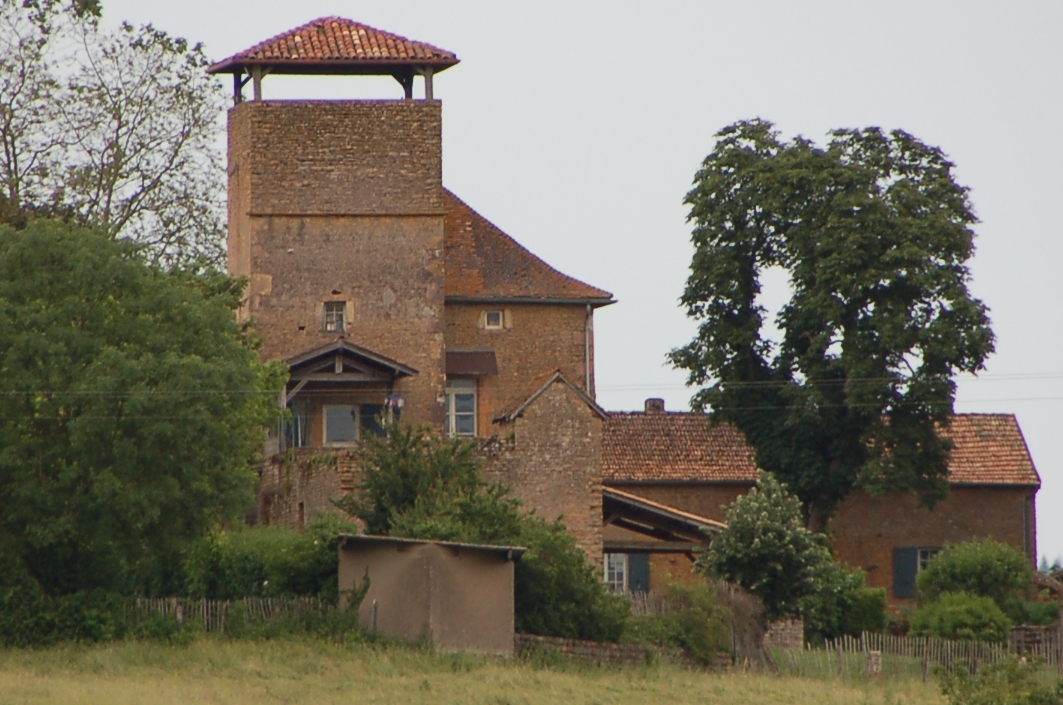
Maison de la communauté de Taizé.
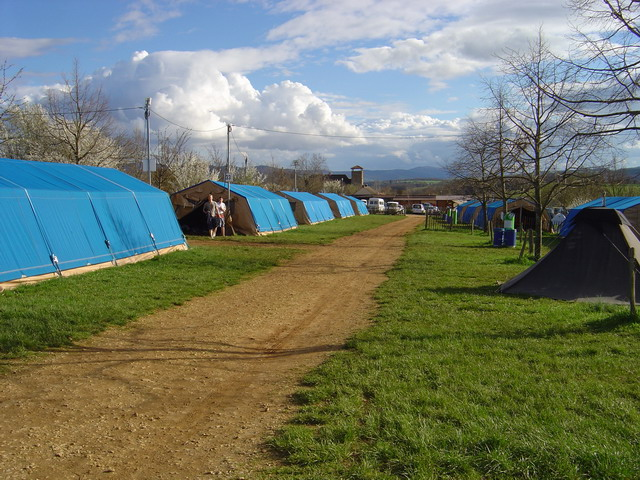
Tentes d'hébergement de la communauté religieuse de Taizé.

- L'église romane Sainte-Marie-Madeleine du premier quart du XIIe siècle[18], classée monument historique en 1913, est mentionnée en 1156 dans le Recueil des Chartes de Cluny[19]. Cet édifice consacré du diocèse d'Autun relève de la paroisse Saint-Augustin en Nord-Clunisois (Ameugny).
- L'église de la Réconciliation (communauté de Taizé), inaugurée le 6 août 1962  (construite d'après des plans dressés par frère Denis[20], membre de la communauté et architecte de formation)[21].
- Le château du XIXe siècle, à l’est de l’église romane ; propriété de la communauté de Taizé.
- La tour ronde de la fin du Moyen Âge en haut du village.
- L'ancien château.

### Taizé et la littérature
L'église Sainte-Marie-Madeleine est citée comme point de passage sur le chemin initiatique vers Compostelle au début du XIIe siècle dans le livre Les étoiles de Compostelle par Henri Vincenot.

### Personnalités liées à la commune
- Frère Roger (Schutz) (1915-2005), fondateur et premier prieur de la communauté religieuse de Taizé.
- Max Thurian (1921-1996).
- Pierre Etienne (1922-2011).
- Daniel de Montmollin (1921- ).
- Frère Alois (1954- ), deuxième prieur du centre œcuménique de 2005 à 2023.
- Louis Poyet, artisan d'art qui eut son atelier de ferronnerie à Taizé[23].

### Héraldique
| Blason de Taizé | Blason  | De sable à deux chevrons de gueules et trois marguerites au naturel posées 2 et 1 sur les chevrons. |
| Blason de Taizé | Détails | Le statut officiel du blason reste à déterminer.                                                    |